# وو شینگجیانگ
وو شینگجیانگ (انگلیسی: Wu Xingjiang؛ زادهٔ ۲۵ مهٔ ۱۹۵۷) بازیکن هندبال اهل چین بود.